# Hollywood Dog
Pour plus de détails, voir Fiche technique et Distribution.
Hollywood Dog est un téléfilm d'animation américain réalisé par William Dear et sorti en 1990.

## Synopsis
un toutou anthropomorphe manipule un homme pour son spectacle.

## Fiche technique
- Titre original : Hollywood Dog
- Réalisation : William Dear
- Scénario : R. P. Overmyer, Bob Keyes, Chris Langham, Seth Greenland et Laura Schrock
- Photographie : Stephen C. Confer
- Montage : Noelle Imparato
- Musique : Gary S. Scott
- Producteur : Cheryl Abood, Gilbert Adler et Sam Cornell
  - Producteur superviseur : Seth Greenland
  - Producteur exécutif : John Kafka
  - Producteur associé : Marcus Keys
  - Producteur délégué : Laura Schrock
- Sociétés de production : Stone Television, Sleepy Hollow Productions et Lorimar Productions
- Sociétés de distribution : Fox Broadcasting Company
- Pays d'origine :  États-Unis
- Langue originale : anglais
- Format : couleur
- Genre : Animation
- Durée : 30 minutes
- Dates de sortie :
  - États-Unis : 25 juillet 1990

## Distribution
- Tim Ryan : Bodine Frank
- Conchata Ferrell
- Raymond O'Connor : Duane
- Lenora May
- Matthew Books : Tyler
- Hank Azaria : Hollywood Dog
- Shannon Tweed
- Jackie Gonneau